# كورتيس بيتش
كورتيس بيتش (بالإنجليزية: Curtis Beach)‏ هو منافس ألعاب قوى أمريكي، ولد في 22 يوليو 1990 في ألباكركي في الولايات المتحدة.

## وصلات خارجية
- كورتيس بيتش على موقع الاتحاد الدولي لألعاب القوى (الإنجليزية)
- كورتيس بيتش على موقع TFRRS.org (الإنجليزية)